# Ermias Girma
Ermias Girma, né le 20 janvier 2005, est un athlète éthiopien, spécialiste des courses de demi-fond.

## Biographie
Il remporte deux médailles lors des championnats du monde juniors 2022 : l'or sur 800 m et l'argent sur 1 500 m.

## Palmarès
| Date | Compétition                   | Lieu  | Résultat | Épreuve | Temps         |
| ---- | ----------------------------- | ----- | -------- | ------- | ------------- |
| 2022 | Championnats du monde juniors | Cali  | 1er      | 800 m   | 1 min 47 s 36 |
| 2022 | Championnats du monde juniors | Cali  | 2e       | 1 500 m | 3 min 37 s 24 |
| 2024 | Jeux africains                | Accra | 2e       | 1 500 m | 3 min 39 s 40 |

## Records
| Épreuve | Temps         | Lieu    | Date         |
| ------- | ------------- | ------- | ------------ |
| 800 m   | 1 min 44 s 36 | Lokeren | 22 mai 2022  |
| 1 500 m | 3 min 34 s 73 | Turku   | 18 juin 2024 |